# Rosemonde Pujol
Rosemonde Pujol (Argel, Argelia, 25 de agosto de 1917-Auch, Francia, 22 de agosto de 2009) fue una militante de la resistencia, periodista y ensayista francesa.

## Biografía
Nacida en el seno de una familia burguesa, fue criada por los jesuitas.
Durante sus estudios, fue contratada como supervisora de tareas en el Collège d'Hulst, de la calle de Varenne (ahora Lycée Paul Claudel-d'Hulst).
Ingeniera eléctrica, comenzó en Philips, pero renunció rápidamente ante la poca consideración que se le daba a las mujeres, juzgando que ella solo era responsable de "tareas domésticas".
Ingresó a la Resistencia en 1941, bajo el nombre de “Colinette”, fue arrestada por la Gestapo en 1943. Estuvo dispuesta a defender la importancia del papel de la mujer y "sin rango" en la Resistencia.
Después de la Liberación, se incorporó al INSEE como agregada de prensa, luego se convirtió en columnista económica especializada en temas de consumo en ORTF, France Inter, Les Echos y Le Figaro. También trabajó en L'Aube. Luego publicó libros dedicados a la defensa de los consumidores como el Diccionario del consumidor en 1967 y Hôpital, j'accuse en 1979.
Activista feminista desde siempre, publicó a los 89 años, Un petit bout de bonheur, un ensayo dedicado al clítoris y al placer femenino que consideraba demasiado ignorado por las propias mujeres. La obra vendió 10 000 ejemplares. También quiso una conmemoración oficial, en su ciudad de residencia, Valence-sur-Baïse, de la ley el 13 de julio de 1965 que reforma los regímenes matrimoniales y otorga independencia económica y financiera a las mujeres casadas. 
En 2008, escribió sus memorias tituladas Le Vingtième Sexe. Al año siguiente escribió Juteuses carcasses : les vieux, une aubaine pour la société en la que defendió que la cuarta edad no es un gasto para la sociedad, sino un mercado promotor de la economía nacional, y que apareció después de su muerte.
Puyol murió en el hospital de Auch en agosto de 2009.

## Legado
La ciudad de París nombró un jardín en su memoria en el XVII Distrito de París el «paseo Rosemonde-Pujol».

## Óbras
- Une bonne éducation, Gonthier, 1965
- Dictionnaire du consommateur, Denoël-Gonthier, 1968
- Petit dictionnaire de l'économie, Denoël-Gonthier, 1968. (2e éd. revue et augmentée, 1970)
- Hôpital, j'accuse, Denoël-Gonthier, 1979
- La Table de famille, Parents, Hachette, 1981 (Livre de poche, 1982)
- Nicolas Appert, l'inventeur de la conserve, Denoël, 1985 (roman historique)
- Mammès le guérisseur : et ses trois maisons du Bocage, éditions Charles Corlet, 1995
- J'ai accouché, j'accuse : suites de maternité, éd. Charles Corlet, 1997
- Nom de guerre Colinette : 1941-1944, Éd. de l'Armançon, 2002
- Le Corset d'argent, la Fontaine de Siloé, 2006
- Un petit bout de bonheur : petit manuel de clitologie, éditions J-C. Gawsewitch, 2007
- Le Vingtième Sexe, éditions J-C. Gawsewitch, 2008
- Juteuses carcasses, éditions J-C. Gawsewitch, 2009